# 三和町 (京都府)
三和町（みわちょう）は、かつて京都府の丹波地方に置かれていた町。天田郡に属した。
2006年（平成18年）1月1日、福知山市に天田郡夜久野町、加佐郡大江町と共に編入合併して消滅、町域は「福知山市三和町」となった。合併方式は福知山市への編入。
町の標語は「いのち ふれあい あすひらくまち――みわ」。町の特産品は栗、松茸、椎茸、ブドウ、小豆。

## 歴史

### 沿革
- 1955年（昭和30年）3月31日 天田郡菟原村、細見村、川合村が合併して三和村が誕生。
- 1956年（昭和31年） 4月1日 町制施行。
- 2006年（平成14年） 1月1日 福知山市に編入。

## 行政
- 町長：田中敬夫（たなかたかお）（2003年4月 - ）4期目

## 教育

### 小学校
- 三和町立菟原小学校（三和学園に統合）
- 三和町立細見小学校（三和学園に統合）
- 三和町立川合小学校（三和学園に統合）

### 中学校
- 三和町立三和中学校（三和学園に統合）

### 施設一体型小中一貫教育校
- 三和学園
  - 福知山市立三和小学校（2019年4月－）
  - 福知山市立三和中学校（2019年4月－）

### 高校
- 福知山高等学校三和分校

## 施設
- 商業
  - 三ツ丸ストア三和店 - 千束に所在。1986年開店。合併後の2018年2月に閉店。町内唯一のスーパーマーケットがなくなった[1]。
  - ミニフレッシュ三和店 - 千束に所在。2019年7月26日、住民要望により、さとうグループの株式会社さとうフレッシュフロンティアがコンビニエントスーパーを開店[2]。

## 交通

### 鉄道路線
- 三和町内には鉄道路線がないが、三和町営バスがJR西日本山陰本線 綾部駅と、西日本JRバスが福知山駅と三和町（を経て園部駅）とを結んでいた。

### 道路
一般国道
町内を走る一般国道：国道9号、国道173号

## 名所・旧跡・観光スポット・祭事・催事

### 名所・旧跡
- 大原神社
- 大原の産屋
- 顕龍山興雲寺
- 梅田神社
- 百観音堂と百体観音（菟原中龍源寺）
- 井ノ奥公園
- 細野峠
- 経ヶ端城跡
- 長福寺石造宝篋印塔

### 祭事
- 大原祭（5月3日）（大原神社）
- 鮎まつり（7月第3日曜または第4日曜）（芦渕土師川河川敷）
- 盆踊り・花火大会（8月14日）（三和荘）
- 三和ふれあいフェスティバル（11月第3日曜日頃）（三和荘）